# Tolga (Queensland)
Pour les articles homonymes, voir Tolga.
Tolga (843 habitants) est un village du nord du Queensland en Australie. Son économie repose sur la culture de l'arachide.

## Référence
- Statistique sur Tolga